# Línguas ítalo-dálmatas
As línguas ítalo-dálmatas é um dos dois ramos com os quais os autores de Ethnologue classificam as línguas românicas ocidentais. De um ponto de vista, as línguas ítalo-dálmatas constituem claramente um grupo filogenético válido dentro da família romance, denominado ítalo-siciliano.

## Classificação
Ethnologue considera que as línguas ítalo-dálmatas podem se agrupar em oito línguas ou grupos dialetais amplos:
- Dalmático-romance:[1]
  - Dálmata ou Dalmático (Croácia) (†)
  - Istrioto (Croácia)
- Italo-romance centromeridional
  - Judeo-italiano (Itália)
  - Italiano-padrão (Itália)
  - Romanesco (Itália)
  - Napolitano (Itália)
  - Siciliano (Itália)
  - Corso (França)